# Municipio de Monroe (Kansas)
El municipio de Monroe (en inglés: Monroe Township) es un municipio ubicado en el condado de Anderson en el estado estadounidense de Kansas. En el año 2010 tenía una población de 349 habitantes y una densidad poblacional de 4,72 personas por km².

## Geografía
El municipio de Monroe se encuentra ubicado en las coordenadas 38°18′17″N 95°12′8″O / 38.30472, -95.20222. Según la Oficina del Censo de los Estados Unidos, el municipio tiene una superficie total de 73.99 km², de la cual 73,65 km² corresponden a tierra firme y (0,46 %) 0,34 km² es agua.

## Demografía
Según el censo de 2010, había 349 personas residiendo en el municipio de Monroe. La densidad de población era de 4,72 hab./km². De los 349 habitantes, el municipio de Monroe estaba compuesto por el 95,7 % blancos, el 0,29 % eran amerindios, el 2,01 % eran asiáticos, el 0,29 % eran isleños del Pacífico y el 1,72 % eran de una mezcla de razas. Del total de la población el 1,72 % eran hispanos o latinos de cualquier raza.